# Armin Lindauer
Armin Lindauer (* 1958 in Mannheim) ist ein deutscher Grafik-Designer und Maler.

## Leben und Wirken
Lindauer studierte an der Universität Düsseldorf, Visuelle Kommunikation an der Werkkunstschule Konstanz (heute Hochschule Konstanz) und der Hochschule der Künste Berlin (seit 2001 Universität der Künste). 1984 wurde er Meisterschüler bei Helmut Lortz an der HdK Berlin. Nach dem Studium arbeitete er als freier Grafikdesigner und bildender Künstler mit eigenem Atelier in Berlin. Von 1984 bis 1997 lehrte er an der Hdk Berlin Grafik-Design, Typografie und Fotografie. 2000 wurde er zum Professor für Editorial Design und Typografie an die Hochschule Mannheim (heute Technische Hochschule Mannheim) berufen.
Schwerpunkt seiner angewandten Arbeit sind Editorial Design, Corporate Design, Plakatgestaltung und Briefmarken. Für seine Arbeiten erhielt er nationale und internationale Design-Preise, u. a. iF Award Gold, Red Dot Design Award „best of the best“, 100 Beste Plakate, Type Directors Club New York, Joseph Binder Award Silber. Seine freie Arbeit ist in den Bereichen Zeichnung, Malerei und Fotografie angesiedelt. 1987 erhielt er den Kunstförderpreis Stadtzeichner von Nürnberg.   
Armin Lindauer lebt und arbeitet in Mannheim und Berlin.

### Briefmarken-Gestaltung
Armin Lindauer gestaltet Postwertzeichen für das Bundesministerium der Finanzen. Für das Ausgabejahr 2019 entwarf er die Marken Konzerthaus Blaibach und die Serie Für den Sport – Legendäre Olympiamomente. 2022 die Serie Für den Sport mit den Motiven Faustball, Fallschirmspringen und Wakeboarden.

## Ausstellungen
- 2016: St.-Christophorus-Kirche, Berlin-Neukölln, Gebetsteppiche, Bilder
- 2016: Galerie Z, Berlin, Ein Bild ist kein Bild ist ein Bild, Bilder
- 2014: Mannheimer Kunstverein, vorWand und entTäuschung, Bilder
- 2014: Mannheimer Kunstverein, Der Antifaschistische Schutzwall – oder wie ich lernte die Mauer zu lieben, Fotoinstallation,
- 2014: Artspace Pot 72, Berlin, Du sollst dir kein Bild machen, Bilder
- 2009: DOSB Deutscher Olympischer Sportbund, Frankfurt, sportlich : gesehen, Bilder und Zeichnungen
- 2009: Wanderausstellung zum 20. Jahrestag des Falls der Berliner Mauer, Schauplätze – 20 Jahre Berlin im Wandel, Fotografien, (g)
- 2005: Kunstverein Schwetzingen, vorBilder, Bilder und Zeichnungen, (g)
- 1994: Abgeordnetenhaus von Berlin, 36 Fotografien (g)
- 1990: Galerie Michael Schulz, Berlin, Zeichnungen und Bilder
- 1988: Studiogalerie der Sparkasse der Stadt Berlin West, Stadtbeschreibung, Zeichnungen und Bilder, (g)
- 1988: Studiogalerie der Kunsthalle Nürnberg, Zeichnungen und Bilder (g)
- 1987: Galerie Zero, Kiel, Zeichnungen und Bilder
- 1987: Galerie im Wasserturm, Mölln, Zeichnungen und Bilder
- 1987: Galerie B., Berlin, Bilder und Zeichnungen

## Publikationen (Auswahl)
- mit Betina Müller: Experimentelle Gestaltung – Visuelle Methode und systematisches Spiel. Niggli, Schweiz, 2015, ISBN 978-3-7212-0912-9.
- mit Betina Müller: Experimental Design – Visual Methods and Systematic Play. Niggli, Schweiz, 2015, ISBN 978-3-7212-0913-6.
- Die Berliner Mauer – Der Anfang vom Ende. Edition Panorama, Mannheim 2009, ISBN 978-3-89823-404-7.
- Helmut Lortz – leicht sinnig. Verlag Hermann Schmidt. Mainz 2005, ISBN 3-87439-677-0.
- Helmut Lortz | Denkzettel. Verlag Hermann Schmidt, Mainz 2003, ISBN 3-87439-623-1.
- Die Berliner Mauer mit Daten und Fakten. Projektagentur Bien und Giersch, Berlin 2001; 2., erweiterte Auflage ebenda 2007.
- Rund um Berlin. Verlag Haus am Checkpoint Charlie, Berlin 1994; 2., geänderte Auflage ebenda 1999, ISBN 3-922484-37-9.